# Argyrotome alba
Argyrotome alba är en fjärilsart som beskrevs av Druce 1892. Argyrotome alba ingår i släktet Argyrotome och familjen mätare. Inga underarter finns listade i Catalogue of Life.